# ブレイン・ゲーム
『ブレイン・ゲーム』（原題：Solace）は、2015年に公開されたアメリカ合衆国のスリラー映画である。監督はアフォンソ・ポヤルト、主演はアンソニー・ホプキンスが務めた。日本語字幕は杉山緑が担当している。
原題：Solaceの意味は、「名詞：慰め・癒し」「動詞：慰める、苦痛を和らげる」であると、冒頭に表示される。

## 概略
予知能力を持つ超能力者のジョン・クランシーは娘が亡くなってからというもの、世間との関わりを断って生きていた。そんなある日、旧友のFBI捜査官、ジョー・メリウェザーがジョンの元を訪ねてきた。ジョンの力を使って連続殺人犯を逮捕しようというのである。最初は断るつもりでいたジョンだったが、ジョーの熱意に心を動かされ、捜査に協力することにした。ジョーの相棒であるキャサリン・コウルズは超能力の存在に懐疑的だったが、ジョンと接していく中で考えを改めていった。やがて、犯人はチャールズ・アンブローズという名前の男であることが判明するが、チャールズは超能力を駆使して犯行を重ねており、その能力はジョンを凌駕するものであった。

## キャスト
※括弧内は日本語吹替
- ジョン・クランシー - アンソニー・ホプキンス（浦山迅）

予知能力を持つ男。
- チャールズ・アンブローズ - コリン・ファレル（津田健次郎）

連続殺人犯。安楽死のために殺人をした。
- ジョー・メリウェザー捜査官 - ジェフリー・ディーン・モーガン（大塚明夫）

FBI捜査官。
- キャサリン・コウルズ捜査官 - アビー・コーニッシュ（森なな子）

心理学専門の捜査官。
- ジェフリー・オールドフィールド - ジョーダン・ウッズ＝ロビンソン
- ローラ・メリウェザー - マーリー・シェルトン（今泉葉子）
- ミスター・エリス - ザンダー・バークレー（佐々木薫）
- デヴィッド・レイモンド - ケニー・ジョンソン（時永洋）
- エリザベス・クランシー - ジャニン・ターナー（英語版）
- エレノア・ムフ - シャロン・ローレンス（英語版）
- ソーヤー - ホセ・パブロ・カンティージョ（英語版）（中野泰佑）
- スローマン - マット・ジェラルド（英語版）（田所陽向）
- エマ・クランシー - オータム・ダイアル（ふじたまみ）
- ライナス・ハープ - ジョシュア・クローズ（中村和正）
- ヴィクトリア・レイモンド - ルイーザ・モラエス（長尾歩）

## 製作
本作の脚本は『セブン』の続編として執筆されたものであったが、続編の企画が頓挫したために、独立した作品として製作されることになった。
2011年9月、アンソニー・ホプキンスが本作に出演するとの報道があった。2012年5月10日、アフォンソ・ポヤートが本作のメガホンを取ることになったと報じられた。2013年2月、コリン・ファレルがキャスト入りした。5月、本作の主要撮影がジョージア州アトランタで始まった。

## 公開
2015年9月9日、本作は第40回トロント国際映画祭でプレミア上映された。当初、本作はレラティヴィティ・メディアの配給で2016年9月2日に全米公開される予定だったが、同社が経営困難に陥ったために公開の目処が立たない状況となった。後にライオンズゲート・プレミアが本作の全米配給権を購入し、2016年12月16日に全米公開された。

## 評価
本作に対する批評家からの評価は伸び悩んでいる。映画批評集積サイトのRotten Tomatoesには48件のレビューがあり、批評家支持率は25%、平均点は10点満点で4.3点となっている。サイト側による批評家の見解の要約は「『ブレイン・ゲーム』は才能溢れるキャスト陣と凝った設定を売りにしているが、使い古された文句と滑稽な捻りの間でダラダラと進むストーリーという欠点の方が目立っている。」となっている。Metacriticには12件のレビューがあり、加重平均値は36/100となっている。

## 参考
ジョン・クランシーが、プッチーニの歌劇《ラ・ボエーム》からテノールのアリア「冷たい手を」を聴く場面（9'15"～11'00"）があるが、歌詞の「Chi son? Chi son?」と、報告書の「私は誰？」の文字をかぶらせて演出している。演奏はジョナサン・ウェルチ（テノール）、ウィル・ハンバーグ(指揮)／スロヴァキア放送交響楽団（NAXOS）である(エンドロールに明記)。
。